# Cremastus tristator
Cremastus tristator är en stekelart som beskrevs av Aubert 1970. Cremastus tristator ingår i släktet Cremastus och familjen brokparasitsteklar. Inga underarter finns listade i Catalogue of Life.